# Bohumír Váchal
Bohumír Váchal je český skladatel, klavírista a korepetitor. Od roku 1983 působí jako stálý korepetitor v Národním divadle, kde nastudoval desítky operních a baletních inscenací. Je též osobním korepetitorem světové sopranistky Evy Urbanové, A. L. Bogzy a dalších. Učil na Pěvecké konzervatoři Praha. 

## Umělecká činnost
Kromě korepetice a nastudování oper účinkoval v některých představeních Národního divadla:
- Josef Berg: Eufrides před branami Tymén (premiéra: sezóna 1981/1982) – cembalo
- Giovanni Battista Pergolesi: Služka paní (premiéra: sezóna 1981/1982) – cembalo
- Wolfgang Amadeus Mozart: Così fan tutte (premiéra: sezóna 1989/1990) – cembalo
- Wolfgang Amadeus Mozart: Figarova svatba (Le nozze di Figaro, premiéra: sezóna 1994/1995) – cembalo
- Šílenství a vášeň : Peter Maxwell Davies: Osm písní pro šíleného krále a Vrtoch slečny Donnithornové, Leoš Janáček: Zápisník zmizelého (premiéra: sezóna 1996/1997) – klavír, cembalo
- Wolfgang Amadeus Mozart: Don Giovanni (premiéra: sezóna 2002/2003) – cembalo

Je autorem několika dětských oper:
- Ejemovic Rézinka (prem. 19. března 2005, Dětská opera Praha / Divadlo Kolowrat)[1]
- Podivné věno (prem. 3. března 2016, ZUŠ Pečky)[2]
- Pekelný omyl[3].